# Marek Liwiusz Druzus (trybun)
Marek Liwiusz Druzus (? – 91 p.n.e.) – trybun plebejski w republice rzymskiej. Syn cenzora Marka Liwiusza Druzusa. Politycznie związany był z prosenackim stronnictwem optymatów, jednak rozumiał potrzeby zaprowadzenia gruntownej reformy państwa rzymskiego. Za główną bolączkę trawiącą Rzym uważał wzrost potęgi ekwitów, którzy od czasów Gajusza Grakcha samodzielnie kierowali sądownictwem o zdzierstwa w prowincjach, skazując raczej tych namiestników, którzy próbowali ukrócić nadużycia publikanów, a nie samych publikanów, którzy dzierżawili podatki w prowincjach, bardzo często wyzyskując zamieszkującą je ludność.
W roku 91 p.n.e. zgłosił projekty 4 ustaw:
- pierwsza wnioskowała o podwojenie liczby senatorów do 600 poprzez dodanie 300 pochodzących z najbogatszych rodów ekwitów
- druga dotyczyła rozdzielenia pozostałych gruntów publicznych
- trzecia zakładała obniżenie cen zboża
- czwarta proponowała nadanie pełnych praw obywatelskich wszystkim wolnym mieszkańcom Italii

Propozycje Druzusa wywołały zamieszki i doprowadziły do jego zamordowania. Stało się to bezpośrednią przyczyną wojny Rzymu ze sprzymierzeńcami (90-88 r. p.n.e.), bowiem ci, pozbawieni już zupełnie nadziei na legalne uzyskanie praw obywatelskich, postanowili zawalczyć o nie na drodze zbrojnego powstania. Bunt socii rozpoczął się w Asculum w okręgu Picenum, gdzie doszło do rozruchów w teatrze, podczas których zabito pretora, a następnie wymordowano wszystkich znajdujących się w mieście Rzymian. Konflikt bardzo szybko eskalował, przeradzając się w jedną z najcięższych wojen w historii republiki rzymskiej, a chcąc go zakończyć, musiano ostatecznie zezwolić na jeden z postulatów Druzusa i nadać pełnię praw wszystkim sprzymierzeńcom, którzy w ciągu 60 dni od ogłoszenia specjalnej ustawy (lex Plautia Papiria, 89 r. p.n.e.) złożą broń. 